# Oleksandr Usyk
Oleksandr Oleksandrovytsj Usyk (Oekraïens: Олександр Олександрович Усик) (Simferopol, 17 januari 1987) is een Oekraïens bokser. Op 25 september 2021 veroverde hij de zwaargewichttitel bij de WBA, IBF, WBO en de IBO door Anthony Joshua te verslaan. Op 18 mei 2024 voegde hij de WBC-titel eraan toe door Tyson Fury te verslaan. Hiervoor was hij eveneens kampioen bij alle vier grote boksbonden in het cruisergewicht (WBA, WBC, IBF en WBO). Usyk werd in 2012 olympisch kampioen in de zwaargewichtklasse. In 2018 won hij de World Boxing Super Series-toernooi en de Muhammad Ali Trophy.

## Profcarrière
Usyk maakte zijn profdebuut op 9 november 2013. Hij versloeg de Mexicaan Felipe Romero door knock-out in de vijfde ronde. Op 17 september 2016 won hij in zijn tiende profgevecht de WBO-cruisergewichttitel, toen hij de Poolse titelhouder Krzysztof Głowacki door een unanieme beslissing versloeg. 
Op 9 september 2017 versloeg hij Marco Huck in de kwartfinales van de World Boxing Super Series door een technische knock-out in de tiende ronde. In de halve finale versloeg hij Mairis Briedis op punten en won zo de WBC-titel. Op 21 juli 2018 versloeg hij in de finale van het toernooi de IBF- en WBA kampioen Murat Gassiev door een unanieme beslissing, waardoor hij de eerste bokser werd in het cruisergewicht die alle vier erkende wereldtitels won. Op 10 november 2018 verdedigde hij zijn titels tegen Tony Bellew en won door een knock-out in de achtste ronde.
Usyk stapte over naar het zwaargewicht. Zijn derde gevecht als zwaargewicht vond plaats op 25 september 2021, tegen Anthony Joshua. Usyk won op punten, en nam vier kampioensgordels (WBA, IBF, WBO, en IBO) over van Joshua. Voor Usyk was het zijn negentiende overwinning als profbokser in evenzoveel partijen. Er was een rematch gepland voor mei 2022 maar die werd uitgesteld door de Russische invasie van Oekraïne. In augustus 2022 vond de partij alsnog plaats, en versloeg Usyk Joshua opnieuw.
Op 18 mei 2024 werd Usyk de eerste bokser die de Britse Tyson Fury wist te verslaan op punten in het Kingdom Arena in de Saudische hoofdstad Riyad. Twee van de drie juryleden oordeelden in het voordeel van de Oekraïner: 115-112 en 114-113. Het derde jurylid vond de Brit beter: 113-114. Usyk bezat de kampioensgordels al bij de WBA, IBF en IBO en pakte daar de WBC-titel van Fury nog bij. Hierdoor werd hij de eerste 'onbetwiste' kampioen in bijna 25 jaar tijd. Zeven maanden later, op 21 december, troffen Usyk en Fury elkaar opnieuw in Riyad voor een gevecht om de titels van WBA, WBO en WBC. De jury koos Usyk met 116-112 unaniem als winnaar.

## Privé
Usyk is afkomstig van de Krim in Oekraïne en nadat Rusland het schiereiland in 2014 veroverde stelde hij zich neutraal op. Echter na de Russische invasie van Oekraïne eind februari 2022 voegde hij zich bij het Oekraïense leger. “Ik weet niet wanneer ik terug in de ring stap", vertelde hij. "Maar mijn vaderland en eer zijn belangrijker dan eender welke kampioensgordel.” Usyk werd niet naar de frontlinie gestuurd. Hij deed patrouille-werk in de hoofdstad Kiev, totdat de Oekraïense overheid besloot dat hij zijn land beter kon dienen als bokser om morele steun te geven aan hun strijd tegen Rusland.